# Hymenochaete intricata
Hymenochaete intricata är en svampart som först beskrevs av Lloyd, och fick sitt nu gällande namn av Seiya Ito 1930. Hymenochaete intricata ingår i släktet Hymenochaete och familjen Hymenochaetaceae.   Inga underarter finns listade i Catalogue of Life.